# Antonio Cervi (giornalista)
Antonio Cervi (Casalbuttano, 14 dicembre 1862 – Bologna, 21 gennaio 1923) è stato un giornalista italiano.
Critico teatrale e saggista, era il padre dell'attore Gino Cervi.

## Biografia
Nacque a Casalbuttano da Luigi e Maddalena Cottarelli, in una famiglia benestante proprietaria, fra le altre, della Cascina Convento. Frequentò corsi di Giurisprudenza nelle università di Pavia (1882-1883, da uditore) e Torino (1883-1884), e dopo aver trascorso un anno nei bersaglieri a Firenze (1885), si trasferì a Bologna dove diventò, nel 1889, critico teatrale del quotidiano Il Resto del Carlino, rimanendolo per oltre trent'anni, fino alla morte.
Nel 1897 sposò Angela (Angiolina) Dall'Alpi, dalla quale ebbe due figli: il primo (1898) si chiamava Alessandro, il secondo (1901) fu chiamato come il nonno paterno, Luigi, ma da attore sarebbe diventato famoso col nome di Gino. Abitavano nel cuore della città, al 3 di via Cartoleria (la stessa del Teatro Duse): una targa sulla facciata dell'edificio ricorda che qui nacque Gino, « artista celebre ».
Antonio Cervi morì nel capoluogo emiliano quando aveva da poco compiuto 60 anni: è sepolto nella cappella di famiglia a Casalbuttano, il paese natale con cui aveva mantenuto per tutta la vita forti legami.

## L'attività
Siglava gli articoli con lo pseudonimo “gace”, che compare anche sulla copertina delle sue pubblicazioni: qui lo aggiungeva al nome vero con cui le firmava, per farsi riconoscere dai lettori del giornale.
Prima di diventare critico teatrale del Carlino, aveva scritto su altre testate: con Antonio Della Porta aveva infatti fondato Battaglia bizantina, periodico di polemiche letterarie «sul quale aveva potuto sperimentare anche le sue doti di narratore». Lo diresse per sei anni, dal 1885 al 1891, e tentò di riportarlo in vita nel 1892, quando fondò L'arca di Noè, sottotitolato «Cronaca di Bologna settimanale illustrata»: nel primo numero dell'Arca infatti, Cervi faceva esplicito riferimento alla precedente esperienza, dicendosi convinto che la nuova testata avrebbe avuto «tutta la fortuna che ebbe, in Italia, la Bizantina». Ma il settimanale uscì solo tre mesi, da ottobre a dicembre del 1892, per complessivi dieci numeri.
Nel gennaio 1900 compare poi fra i numerosi collaboratori di un nuovo settimanale umoristico, Italia ride, voluto dal direttore e proprietario del Carlino, Amilcare Zamorani (il quale aveva lo stesso doppio ruolo anche nella rivista): ma l'esperimento durò solo sei mesi, sino alla fine di giugno.
Collaborò inoltre con il bolognese Piccolo Faust,  e fu corrispondente da Bologna di testate quali le milanesi Gazzetta musicale e L'arte drammatica, Il proscenio di Napoli, Il Tirso di Roma.
Per ragioni di lavoro, frequentò protagonisti della cultura italiana, non solo dello spettacolo ma anche poeti, scrittori, letterati, pittori: fra loro Giosuè Carducci e Giovanni Pascoli, i fratelli Cesare e Corrado Zanichelli, Olindo Guerrini, Giuseppe Lipparini, Enrico Panzacchi, Alfredo Testoni e Augusto Majani.
Secondo il giornalista Orio Vergani, con il proprio carattere bonario Antonio Cervi fu tra gli artefici della “cena diplomatica” per riavvicinare Carducci e Gabriele D'Annunzio, organizzata l'11 aprile 1901 nella redazione del Carlino, allora in piazza Calderini.
Alla sua improvvisa morte, molti artisti e autori parteciparono al lutto mandando telegrammi di condoglianze al quotidiano: la Duse, D'Annunzio, Emma Gramatica, Maria Melato, Dario Niccodemi, Marco Praga, Renato Simoni, Alfredo Testoni e tanti altri.

## L'impegno
Antonio Cervi è uno dei giornalisti che nel febbraio 1905 fondarono a Bologna l'Associazione stampa dell'Emilia (ASE), sindacato unitario di categoria, tuttora esistente: fu tra gli estensori materiali dello Statuto, e membro del primo Consiglio Direttivo.
Nel 1908 partecipò al congresso, tenuto a Bologna, con cui l'ASE (oggi ASER) e le altre associazioni esistenti fondarono la Federazione Nazionale Stampa Italiana.
Nel 1909 fu tra i fondatori, a nome dell'ASE, della Cassa pia di previdenza dei giornalisti, ente locale precursore dell'INPGI.

## Opere
Fu autore di saggi sul teatro, ma non solo. In particolare scrisse diverse biografie di grandi attori del suo tempo, come Giovanni Emanuel, Irma Gramatica, Ermete Novelli, Ermete Zacconi (v. sotto l'elenco).

## Memoria
A Bologna, nella biblioteca comunale dell'Archiginnasio, è presente il fondo "Antonio Cervi", costituito da lettere, documenti, appunti autografi, articoli e ritagli di giornali, locandine, manoscritti di testi teatrali, nonché 2.318 opuscoli a stampa (soprattutto copioni e biografie di attori), e una collezione di 1.642 foto, spesso autografate, di attori e attrici di fine Ottocento e di primo Novecento.
Il fondo era stato donato dalla famiglia Cervi alla biblioteca della Casa del Fascio di Bologna, poi confluita al Comune dopo la Liberazione.

## Pubblicazioni
- Minareti: versi e prose, scritto con Antonio Della Porta, S. T. Azzoguidi Bologna, 1888
- Stefano Jacini (alla morte del politico compaesano), Battaglia Bizantina Bologna, 1891; riedito da Comune di Casalbuttano nel 1991, centenario della scomparsa
- La papirografia e Ercole Livizzani, Milano, 1892
- Antonio Papadopoli: appunti e ricordi artistici, Bologna, 1896
- Irma Gramatica (con prefazione di Alfredo Oriani), Zanichelli ed. Bologna, 1900
- Tre artisti: Emanuel, Zacconi, Novelli, Libr. Treves Bologna, 1900
- Giovanni Emanuel: appunti biografici e aneddoti, Biondo ed. Palermo, 1903
- Irma Gramatica: appunti biografici, Biondo ed. Palermo, 1903
- La vedova: commedia in 4 atti di Girolamo D'Italia, (prefazione di A. Cervi), Bologna, 1903
- Senza maschera - attrici e attori del teatro italiano, Cappelli ed. Bologna, 1919
- Ferruccio Garavaglia (Commemorazione dell'attore Garavaglia nel 10º anniversario della morte), Bologna 1922